# Riedlingsdorf
Riedlingsdorf (węg. Rödöny) – gmina targowa w Austrii, w kraju związkowym Burgenland, w powiecie Oberwart. 1 stycznia 2014 liczyła 1,63 tys. mieszkańców.